# Starkenburg (Burg)

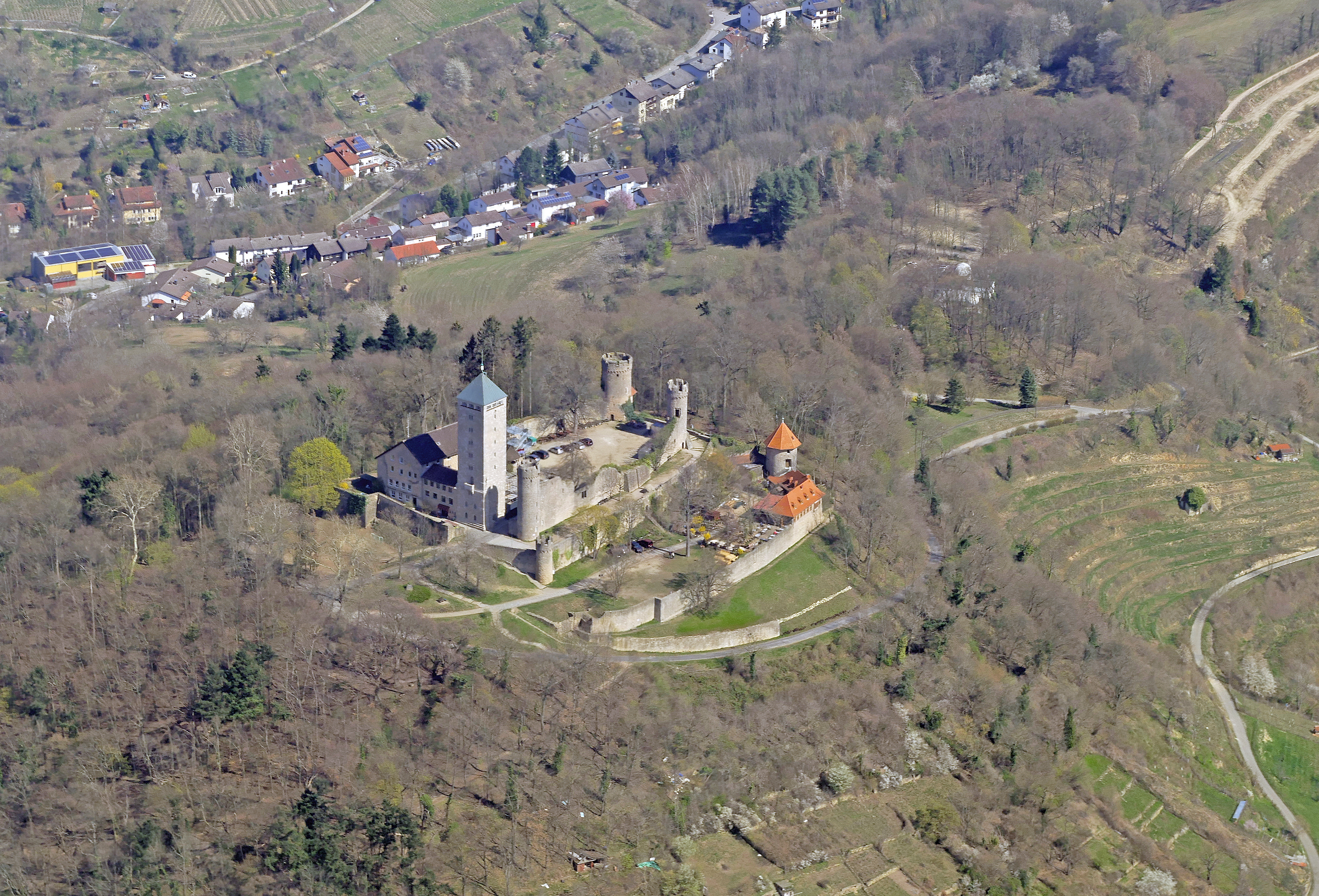
Luftbild der Starkenburg von Heppenheim

Die Starkenburg ist eine Höhenburg auf 295 m ü. NN auf dem Schlossberg oberhalb von Heppenheim an der Bergstraße. Sie ist Namensgeberin der ehemaligen südhessischen Provinz Starkenburg.

## Geschichte der Starkenburg
Die Burg wurde im Jahre 1065 zum Schutz des Klosters Lorsch errichtet. Zuerst lautete der Name Burcheldon. Der Name Starkimberg wurde erstmals 1206 erwähnt. In der wechselvollen Geschichte des Klosters bot die Burg stets Zuflucht und Schutz für die Mönche.
Als zweitstärkste Festung des Kurfürstentums Mainz deckte sie die Mainzer Bergstraße ab. 1765 wurde die Burg verlassen und verfiel.
Am Mittwoch, dem 22. Oktober 1924 wurde der baufällige Bergfried der Starkenburg um 14:45 Uhr gesprengt. Die Sprengung des Bauwerks mit bis zu drei Metern Mauerstärke in den Untergeschossen war eine größere Aktion: 1500 Kubikmeter Steine mussten weggesprengt werden.
War die Sprengung des alten ursprünglich 28 Meter hohen Bergfrieds wegen dessen baulichen Zustands unvermeidlich gewesen, so war der bis 1930 (mit Ausnahme des erst 1957 aufgesetzten Turmhelms) vollendete Neubau des von Karl Hofmann konzipierten Bergfrieds an anderer Stelle ein vermeidbarer Verstoß gegen die Belange des Denkmalschutzes. Statt in die Mitte des Burghofs stellte man den Neubau nämlich an dessen Westeingang, um eine größere Freifläche im Hof zu gewinnen.

## Anlage
Heute steht die Ruine unter Denkmalschutz und wird vom Landesbetrieb Bau und Immobilien Hessen verwaltet. An der Stelle des früheren Wohnhauses, dem Palas, befindet sich  seit 1960 eine Jugendherberge, die vom Deutschen Jugendherbergswerk betrieben wird.
Aufgrund des starken Verfalls der Anlage im 19. Jahrhundert ist nur wenig historische Bausubstanz erhalten geblieben. Zu dieser zählen neben der Süd-Ost-Ecke des Palas insbesondere die Schanzen, die auch heute noch in dem der Burg vorgelagerten Waldbereich erkennbar sind.
Im Zuge von Wegebauarbeiten in der Außenanlage im Vorfeld des Hessentags in Heppenheim im Jahr 2004 stieß man im südwestlichen Bereich der Anlage auf das verschüttete Eingangstor der ursprünglichen Burganlage. Die Arbeiten zur Sicherung des Bauwerks, die mit einer Neuordnung des Rundwegs verbunden waren, dauerten bis 2006 an.
Über das historische Erscheinungsbild der Starkenburg gibt es nur wenige Aufzeichnungen, da viele Archivmaterialien am 11. September 1944 bei der Bombardierung Darmstadts im dortigen Staatsarchiv verloren gingen. Die wenigen vorhandenen Stiche und Radierungen geben nur wenig Aufschluss über die innere Aufteilung der Burganlage und die dort vormals vorhandenen Gebäude. Die zahlreichen Rekonstruktionsversuche (u. a. als Modell im Foyer der Jugendherberge auf der Starkenburg zu sehen) weichen in vielen Details stark voneinander ab.

## Türme
Auf der Starkenburg existieren noch sieben Türme, die in unterschiedlichem Erhaltungszustand sind. Von den ursprünglich vorhandenen vier Wehrtürmen an den Ecken der Kernburg existieren noch drei, die jeweils etwa 16 Meter über den Burghof aufragen. An einigen der Türme finden sich Informationstafeln, zum Teil auch eingelassene Steintafeln mit historischen Angaben.
Der 1928 bis 1930 neu errichtete quadratische Bergfried am Westrand der Kernburg hat eine Kantenlänge von ca. 8,6 Metern, beherbergt im 38 Meter hohen Turmkörper einen Teil der Jugendherberge und bietet in der obersten Etage eine geschlossene verglaste Aussichtsplattform, die in den Öffnungszeiten frei zugänglich ist. Der Zugang in den Turm erfolgt über eine seitlich angebaute überdachte Steintreppe, die zum ersten Obergeschoss führt.
Der mächtigste der Wehrtürme ist der im 14. Jahrhundert errichtete Nordostturm, auch Hambacher Turm genannt, der einen leicht elliptischen Grundriss mit einem Durchmesser von ca. 6,5 bis 7,1 Metern hat (im Bereich des überstehenden verzierten Zinnenkranzes ca. 7,1 bis 7,7 Meter). Der Zugang befindet sich auf der Südwestseite des Turms innerhalb des Burghofs, ist jedoch mit einer Gittertür verschlossen.
Der Südostturm, auch Kirschhäuser Turm oder Kirschhäuser Wehrturm genannt ist ein rund gemauerter Turm mit einem Durchmesser von ca. 5,1 Metern (ca. 5,4 Meter im Bereich des vermutlich 1903 renovierten Zinnenkranzes). Er stammt ebenfalls aus dem 14. Jahrhundert. In seiner Außenwand sind zwei Steintafeln mit Beschriftungen eingelassen, von denen eine zwei Kanonenkugeln enthält, die 1836 hier gefunden wurden. Der Zugang liegt außerhalb des Burghofs im oberen Zwinger auf der Südseite des Turms und ist ebenfalls verschlossen. An der Oberkante der angrenzenden teils verfallenen Mauer befindet sich ein vergitterter Ausgang zum früheren Wehrgang. Eine Besonderheit sind die Schießscharten mit Fuß in Form eines Steigbügels, die wohl im 15. Jahrhundert für den Einsatz von Feuerwaffen nachgerüstet wurden.
Der Südwestturm wurde 1964 anstelle eines Vorläufers aus dem 14. Jahrhundert gänzlich neu aufgemauert und ähnelt in vielen Details dem Südostturm. 2004 wurde er im Zuge des Hessentages mit einer Metallwendeltreppe versehen. Er hat einen Durchmesser von 5 Metern (im Bereich des Zinnenkranzes 5,3 Meter) und überragt an seiner Südseite den oberen Zwinger um 18,45 Meter. Der Zugang erfolgt vom Burghof über acht Stufen und zwei längere Absätze entlang der seitlichen Mauer zum etwas höher liegenden Eingang an der Nordostseite des Turms. Im Innern folgen weitere 67 Stufen und 3 Absätze, bevor man die 12,8 Meter über dem Eingang liegende Aussichtsplattform erreicht (16,6 Meter über dem oberen Zwinger). An einer der sechs Zinnen ist eine hohe Fahnenstange angebracht. Auf etwa halber Treppenhöhe befindet sich ein vergitterter Ausgang zum früheren Wehrgang der angrenzenden Mauer. Von der Plattform hat man einen sehr guten Ausblick auf Heppenheim, entlang der Bergstraße und in die Rheinebene.
Der Schneckenturm mit seinen sieben Zinnen ist ein 11,1 Meter hoher Rundturm mit einem Durchmesser von 3,7 Metern (im Bereich des Zinnenkranzes 4 Meter). Er steht im unteren Burghof und grenzt an die südwestliche Ecke des oberen Zwingers. Hier befindet sich auch der nur 1,5 Meter hohe Eingang, der zu einer engen Wendeltreppe führt, die dem Turm seinen Namen gegeben hat. Von der 2,75 Meter über dem Eingang liegenden Plattform (9,25 Meter über dem unteren Burghof) hat man einen guten Ausblick in die Umgebung.
Der Kanonenturm steht an der Nordostecke der Burg eingebettet in das schützende Ringmauerwerk. Hier waren früher die Geschütze untergebracht. 1970 wurde er nach historischen Unterlagen mit seinem achteckigen Dach wieder aufgebaut und dient seit 2009 als Wohnturm für Gäste der Jugendherberge. Der Küchenturm steht an der Ostecke des unteren Burghofs, trägt ebenfalls ein achteckiges Dach und ist heute Teil der Burgschänke.

Die Burg in Bildern – Teil 1
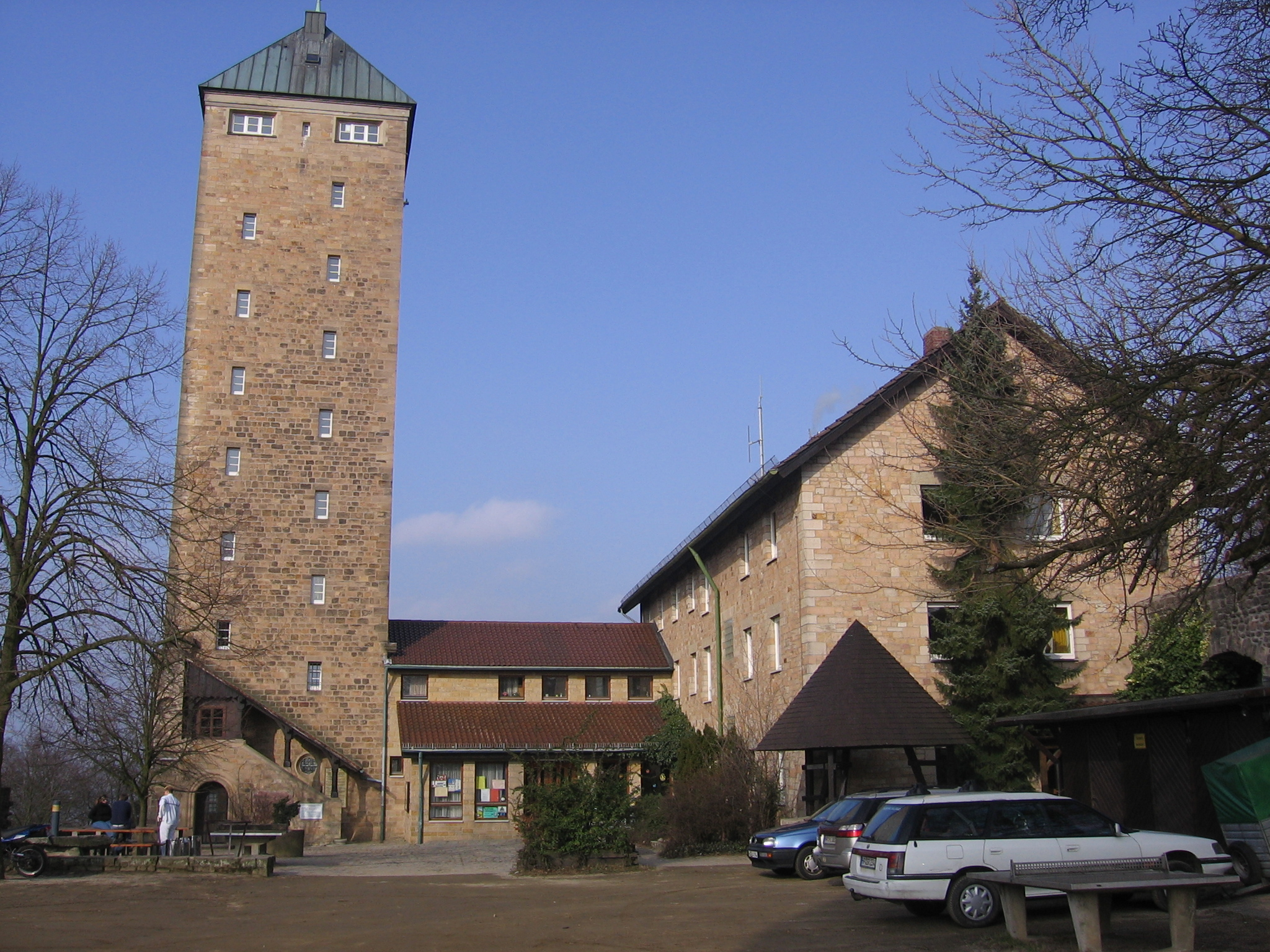
Die Jugendherberge auf der Starkenburg
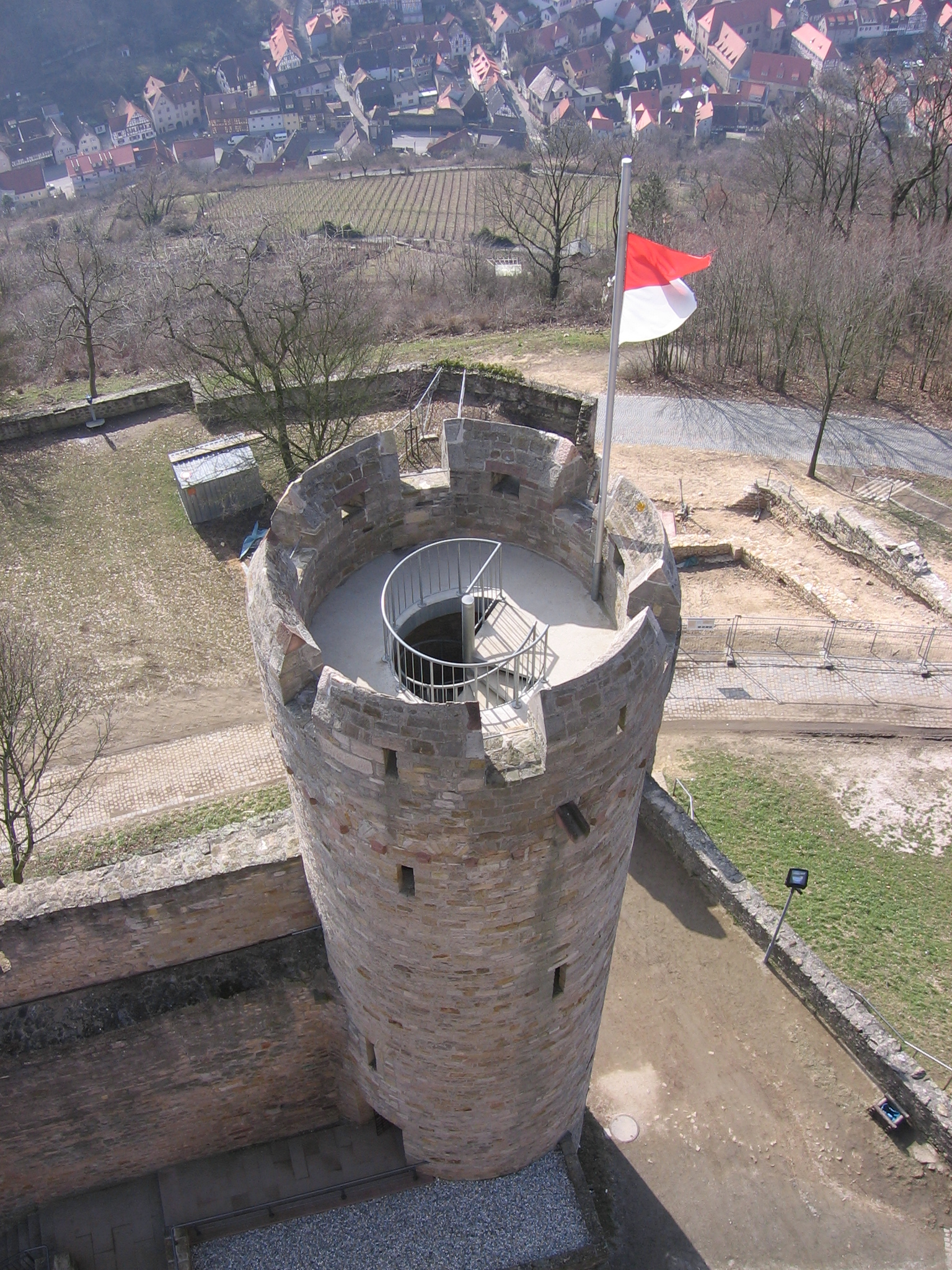
Auf einem Turm weht die hessische Flagge
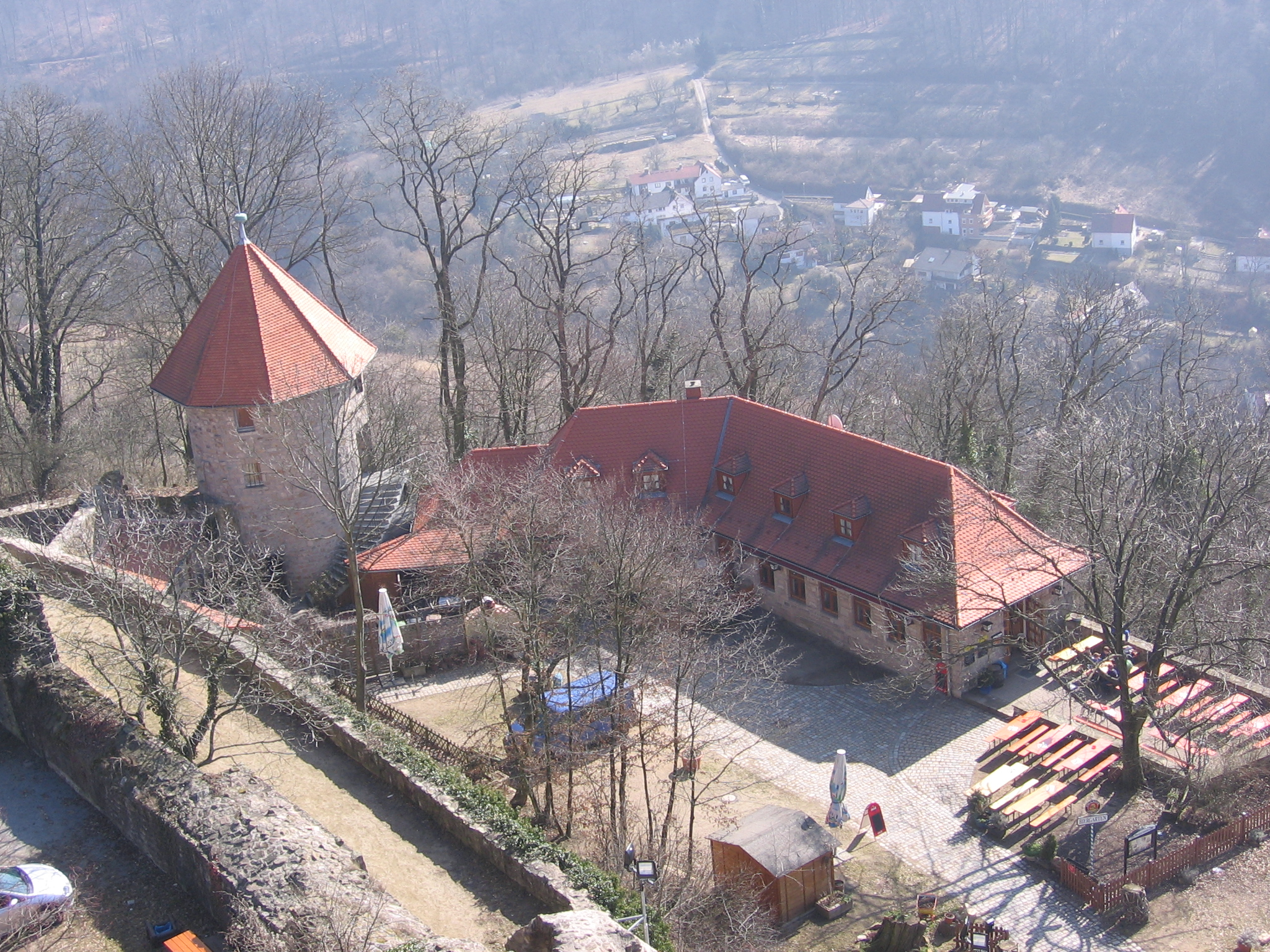
Eine Gaststätte bei der Starkenburg
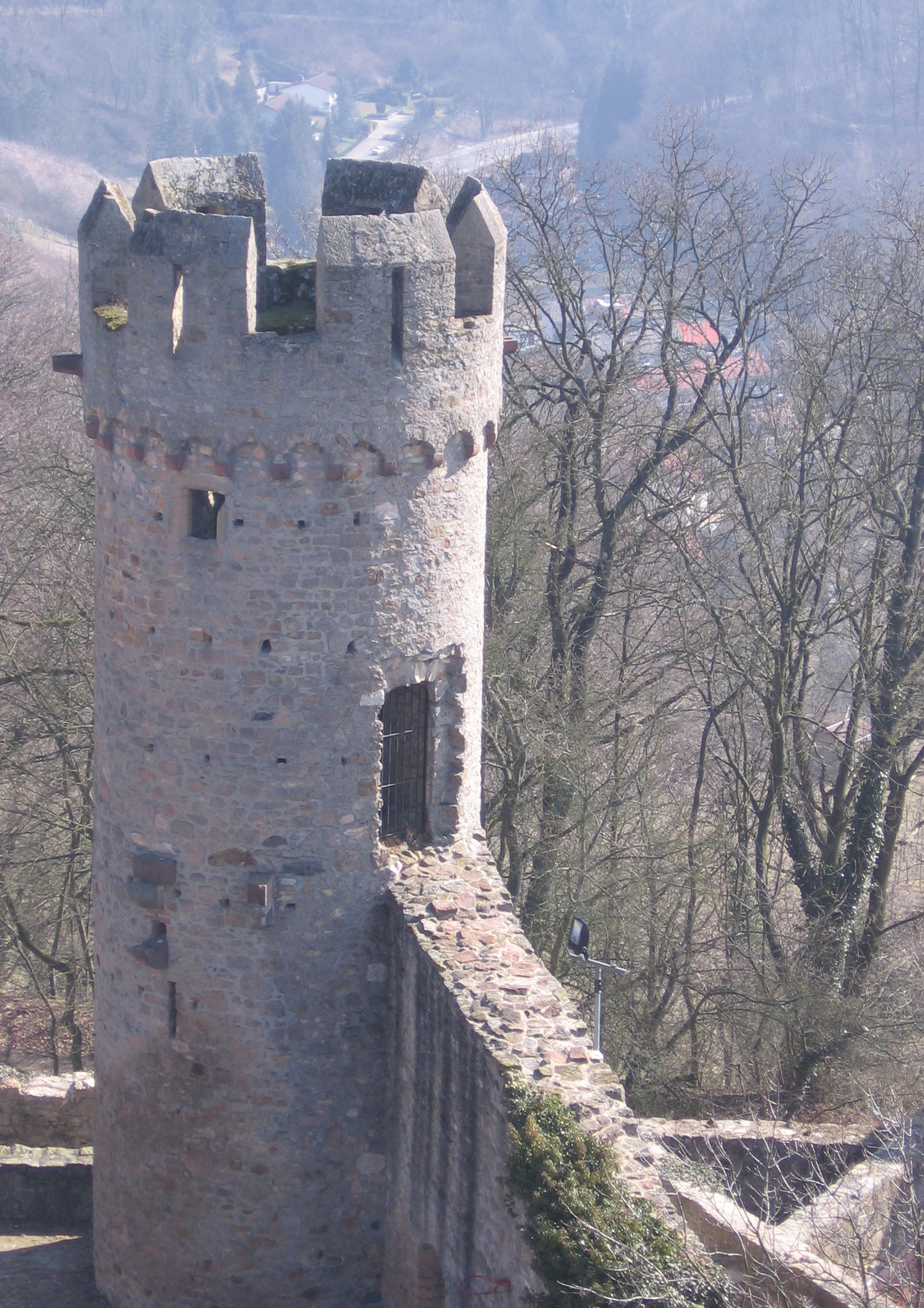
Ein Turm der Burg

Die Burg in Bildern – Teil 2
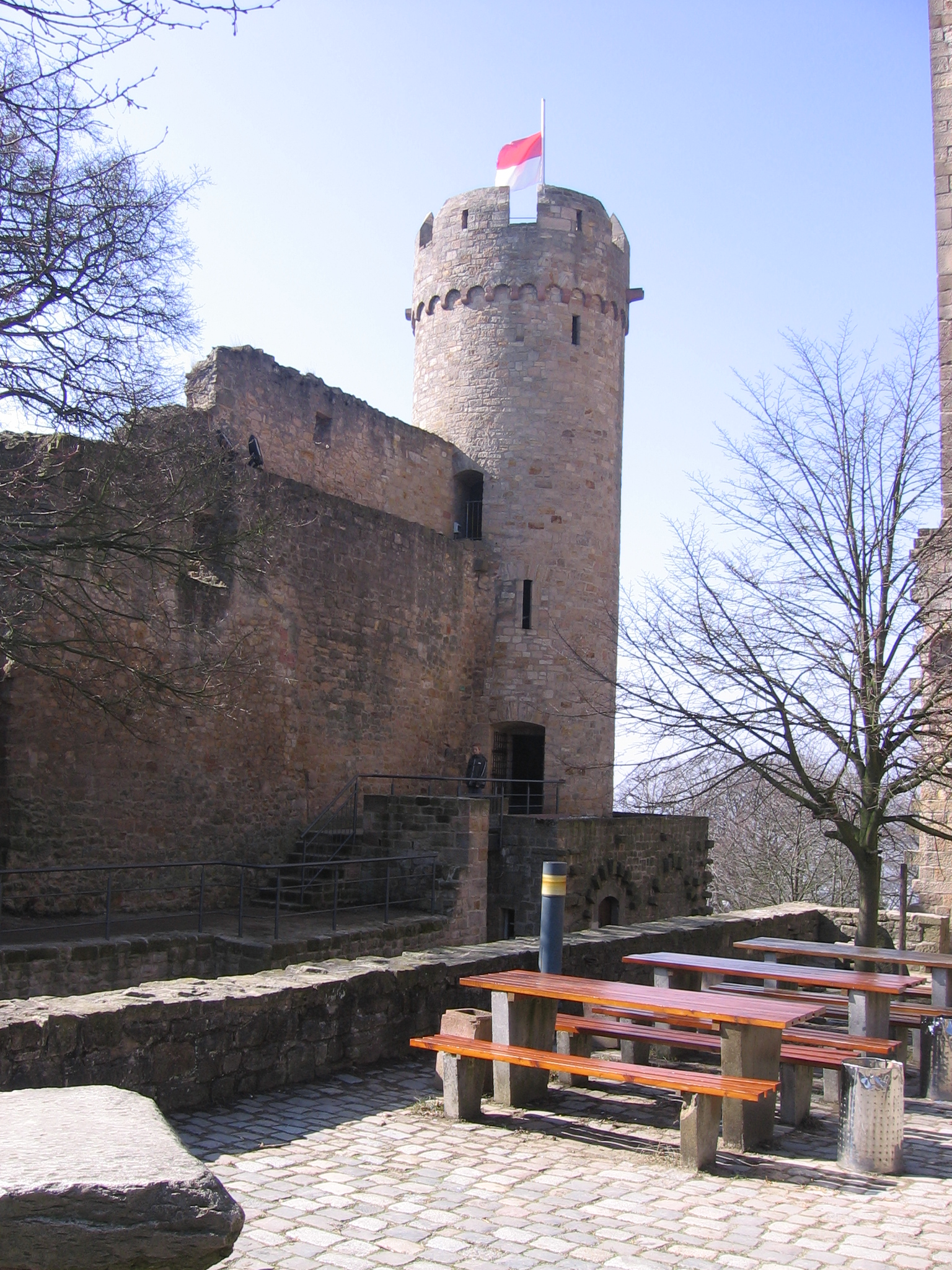
Ein Turm vom oberen Burghof aus gesehen
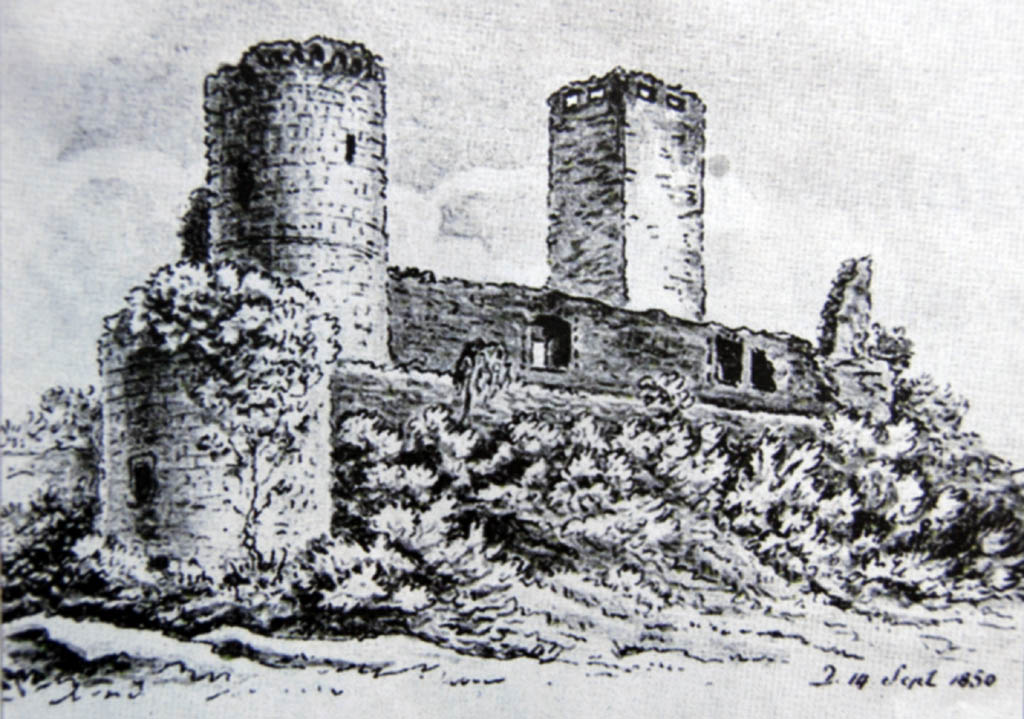
Die Starkenburg im Jahr 1850
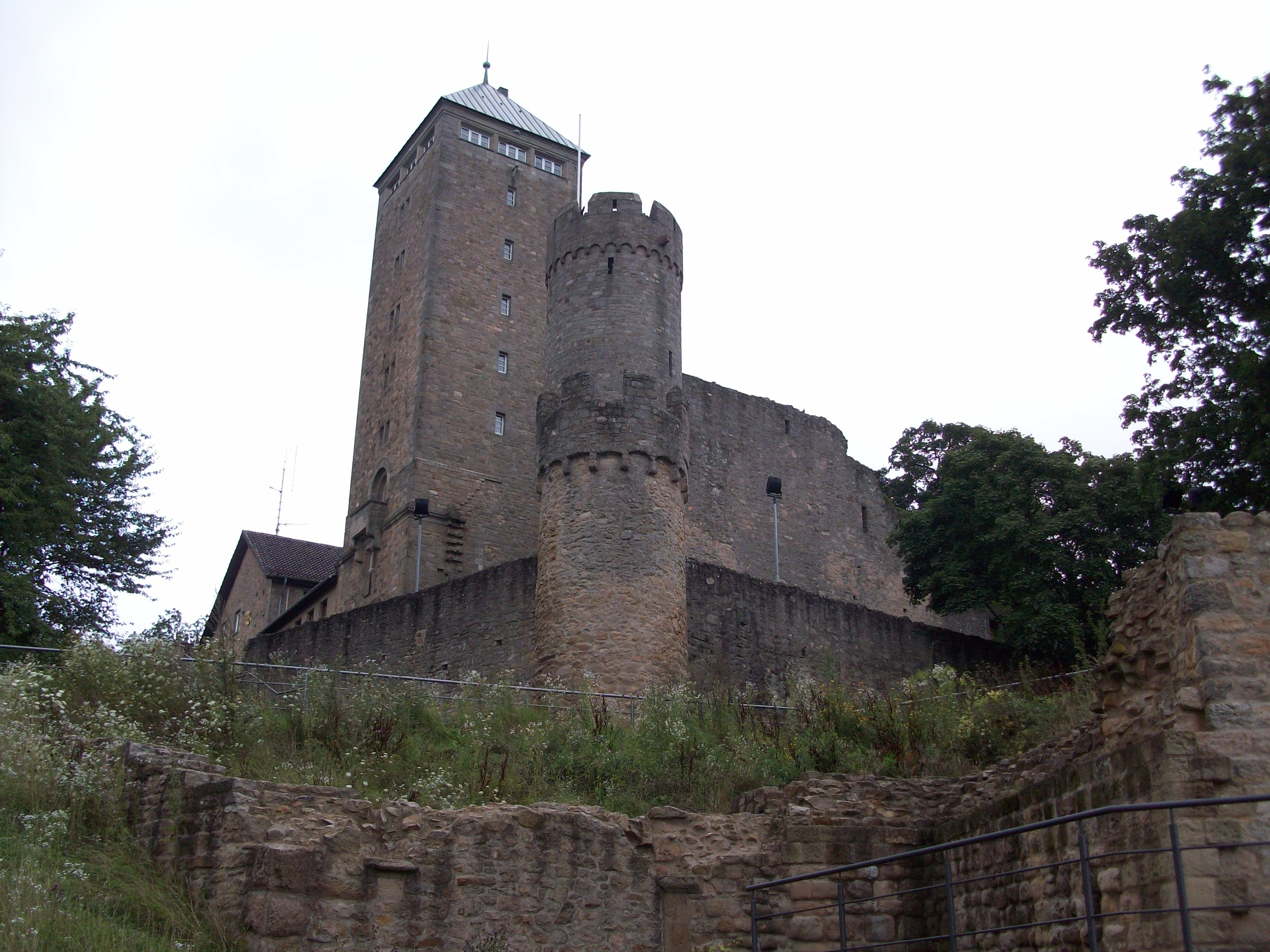
Blick auf Eckturm und Eingangsturm beim Aufstieg zur Burg
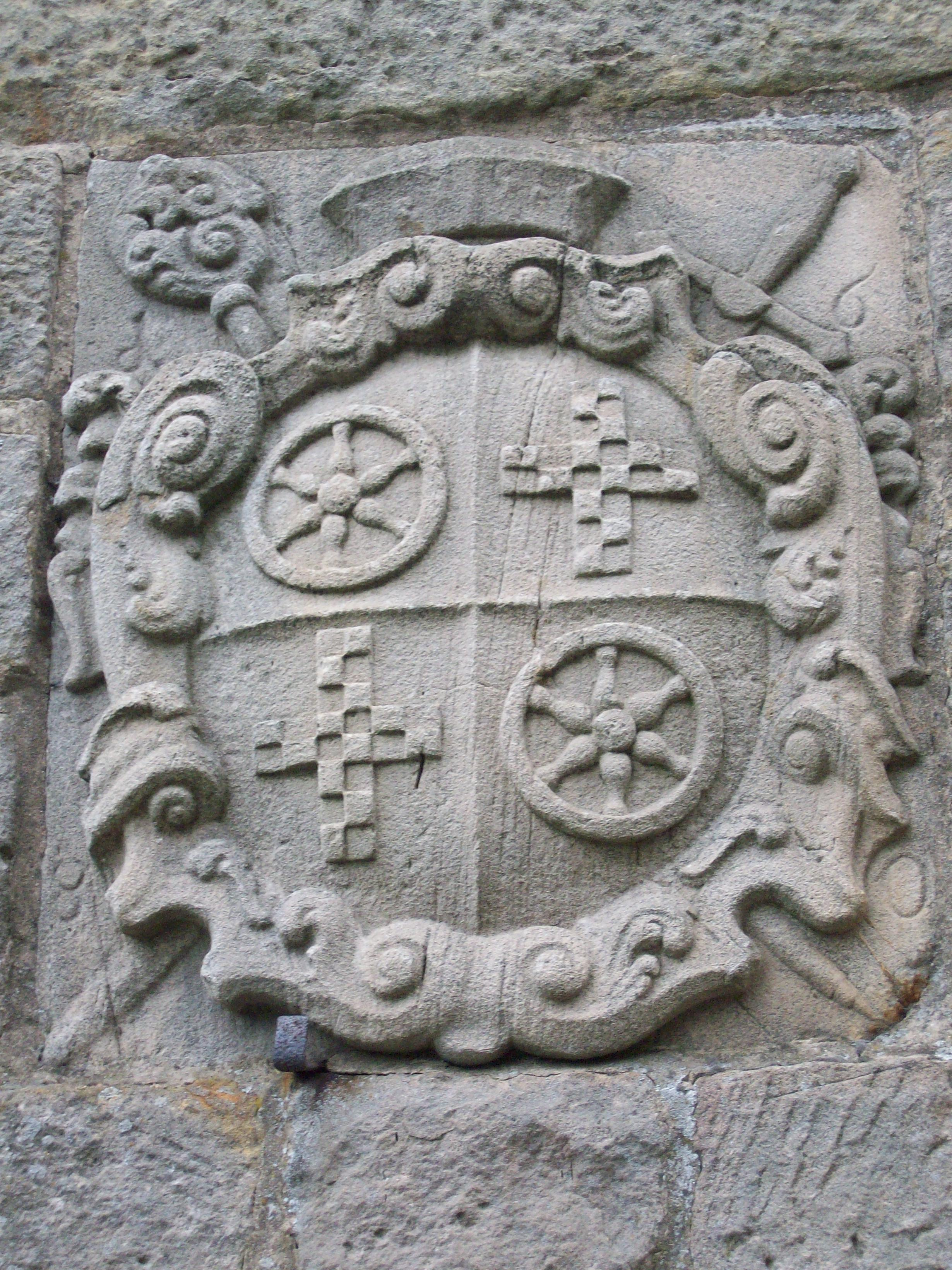
Das Wappen am neuen Bergfried (westlicher Eingangsturm)

Die Burg in Bildern – Teil 3
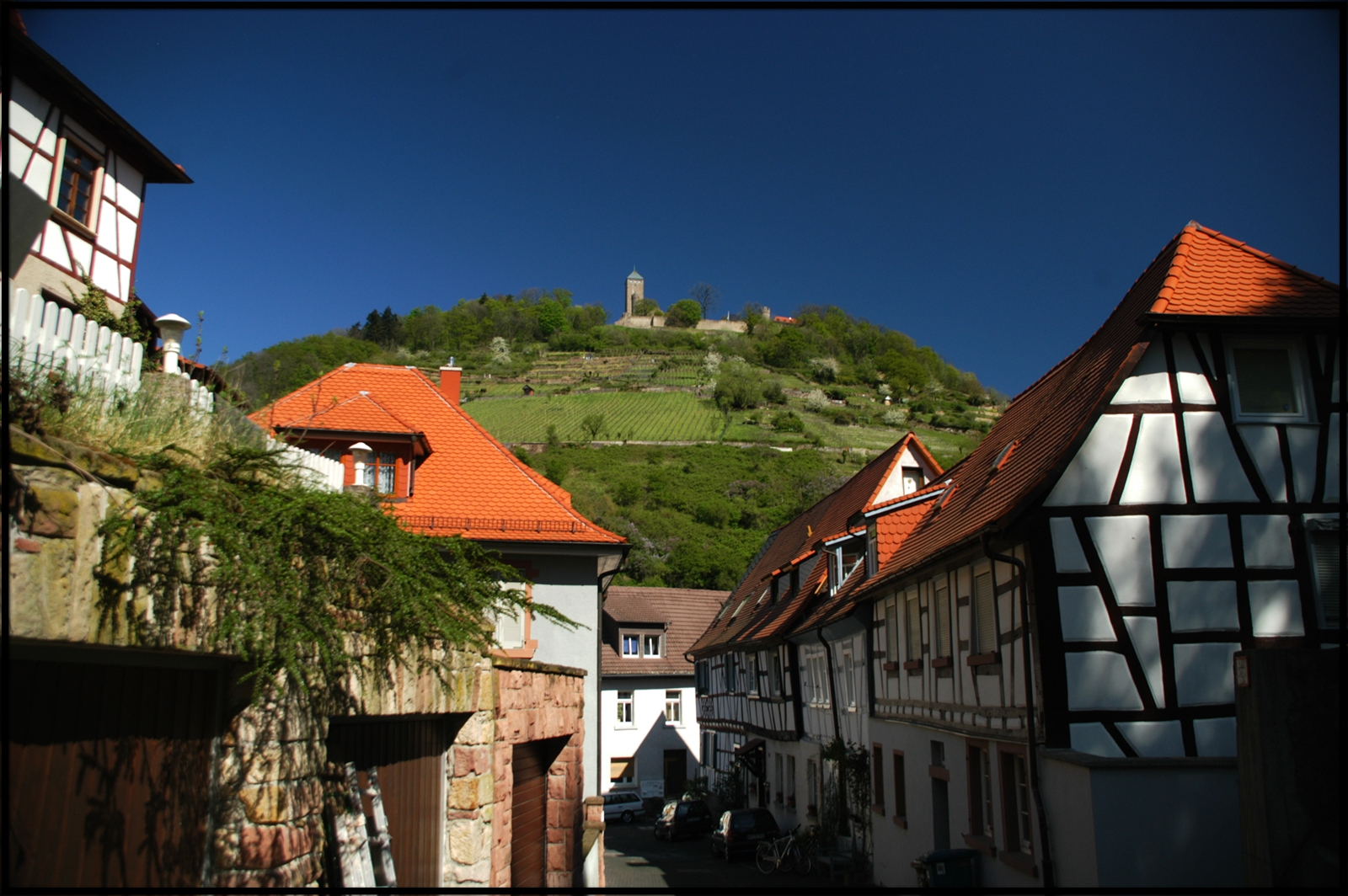
Die Starkenburg von der Heppenheimer Altstadt aus gesehen
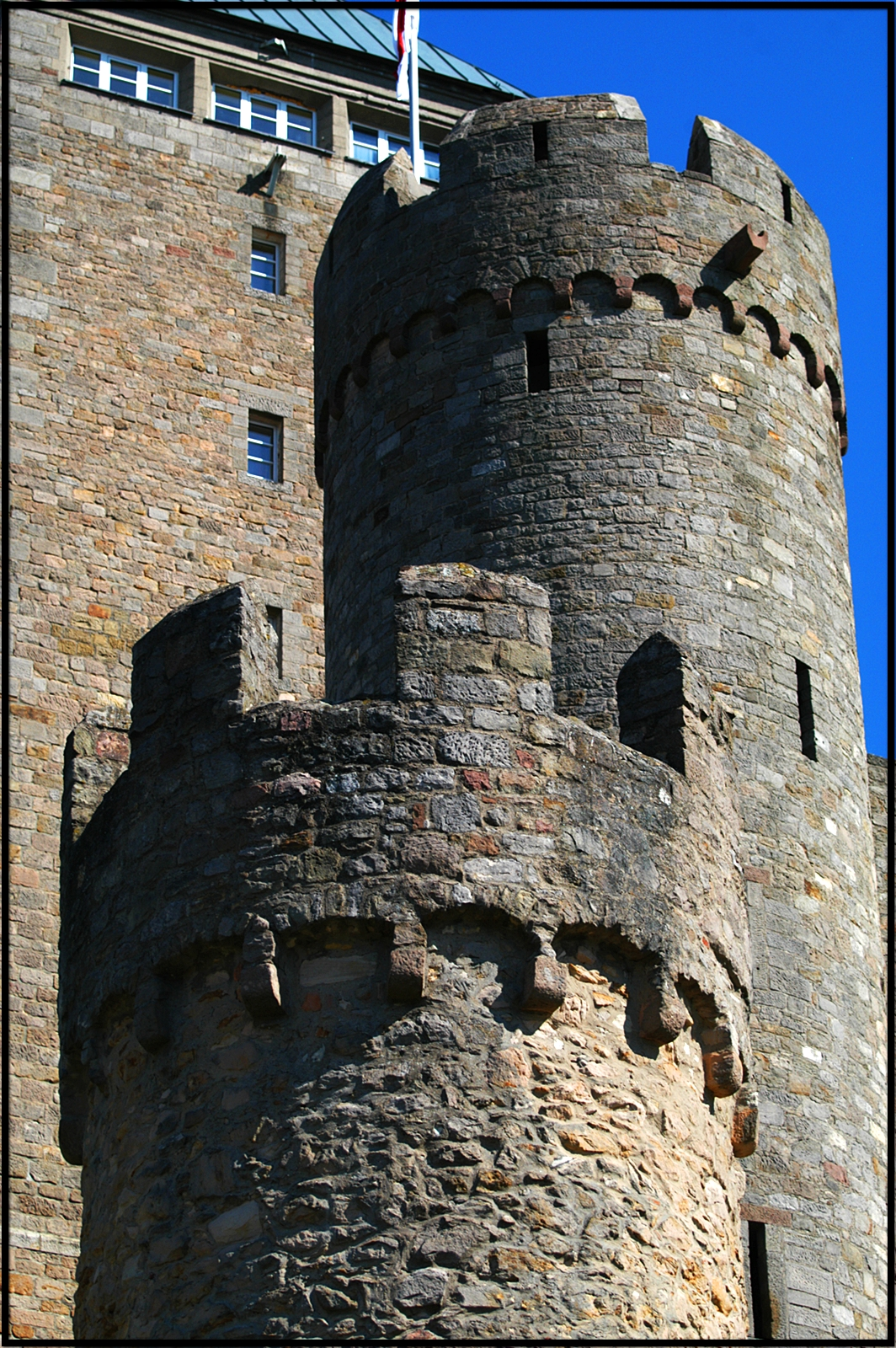
Detail Burgtürme
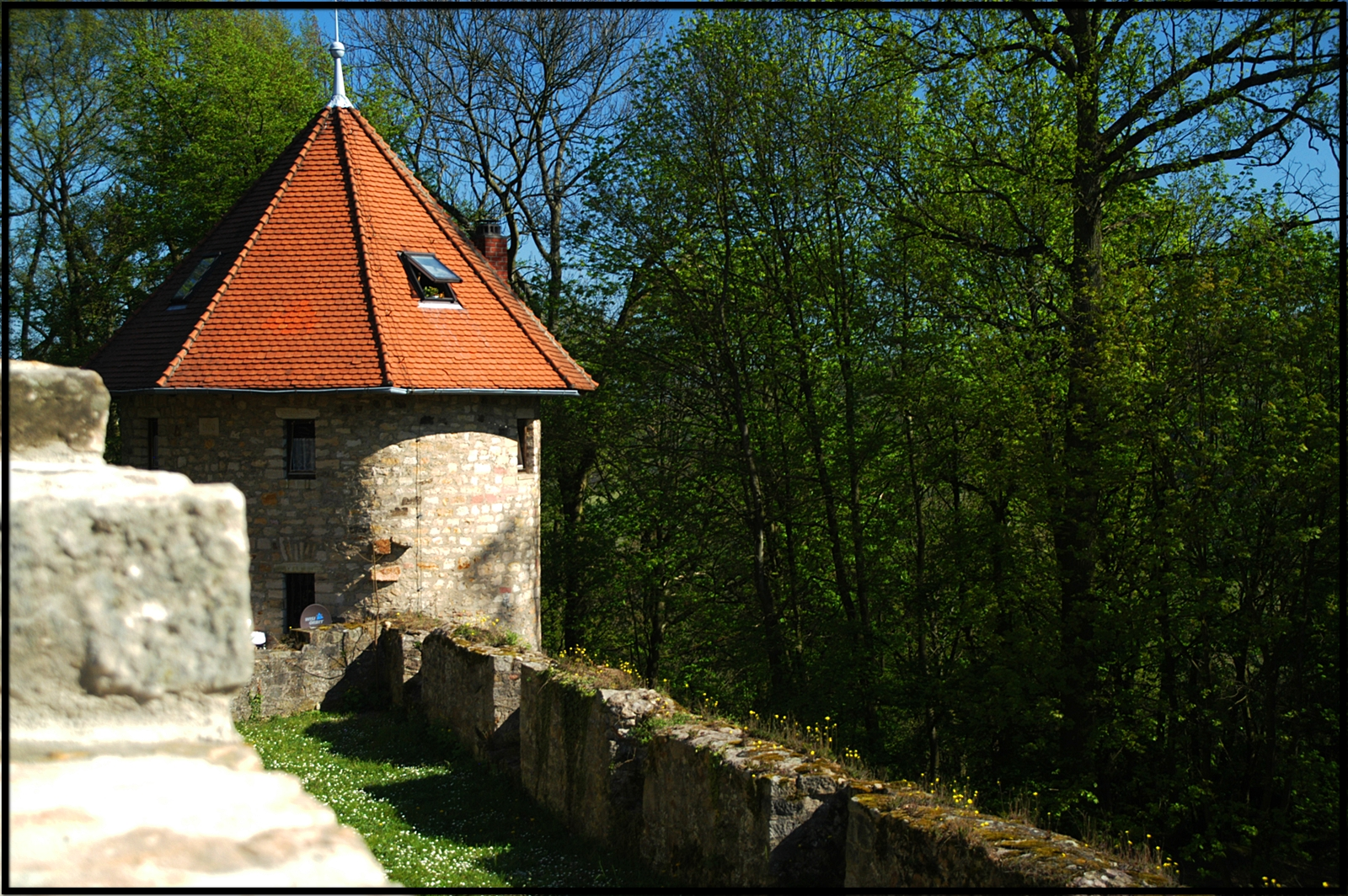
Außenmauer mit Unterkunft der Jugendherberge
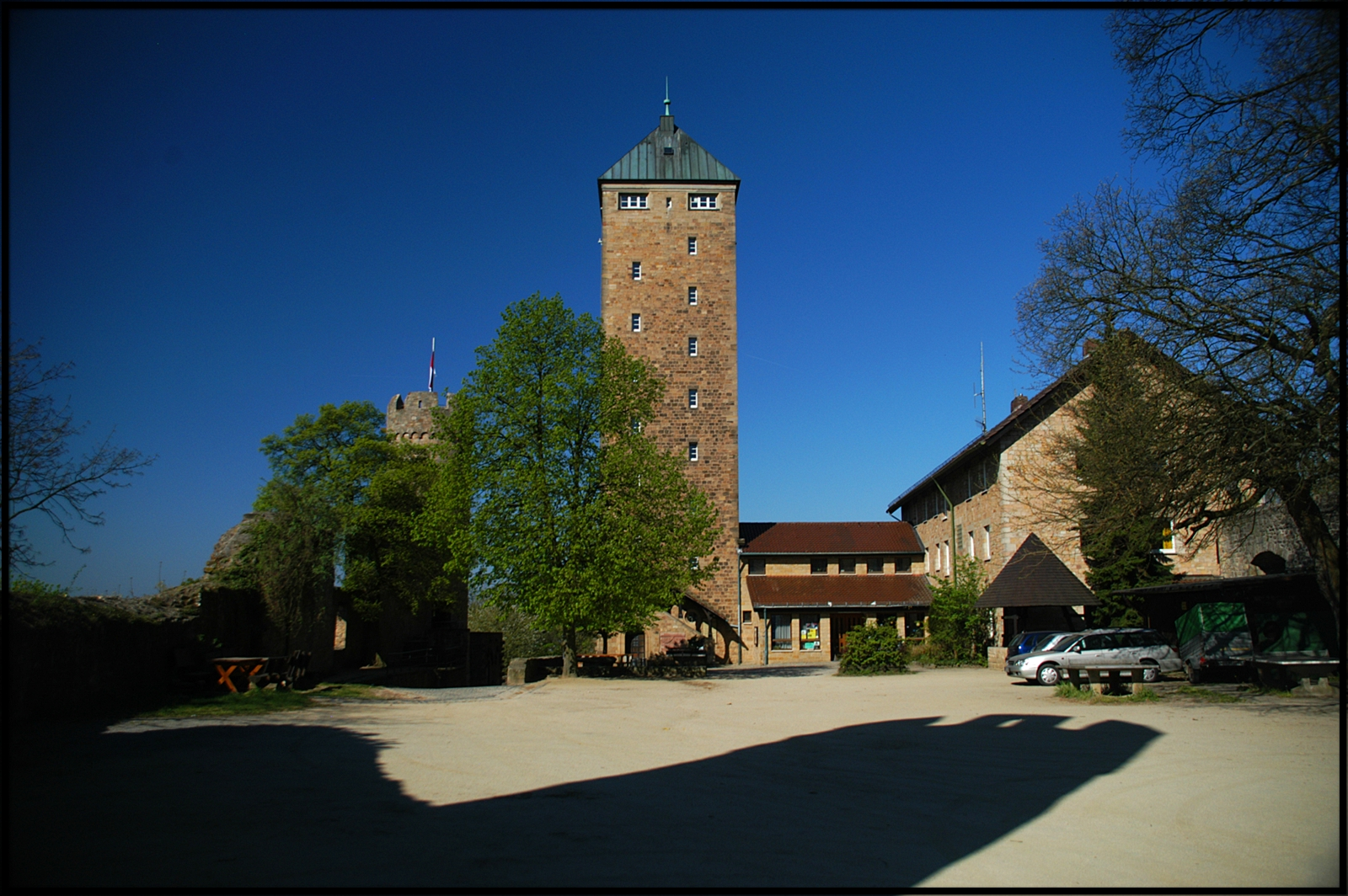
Innenhof
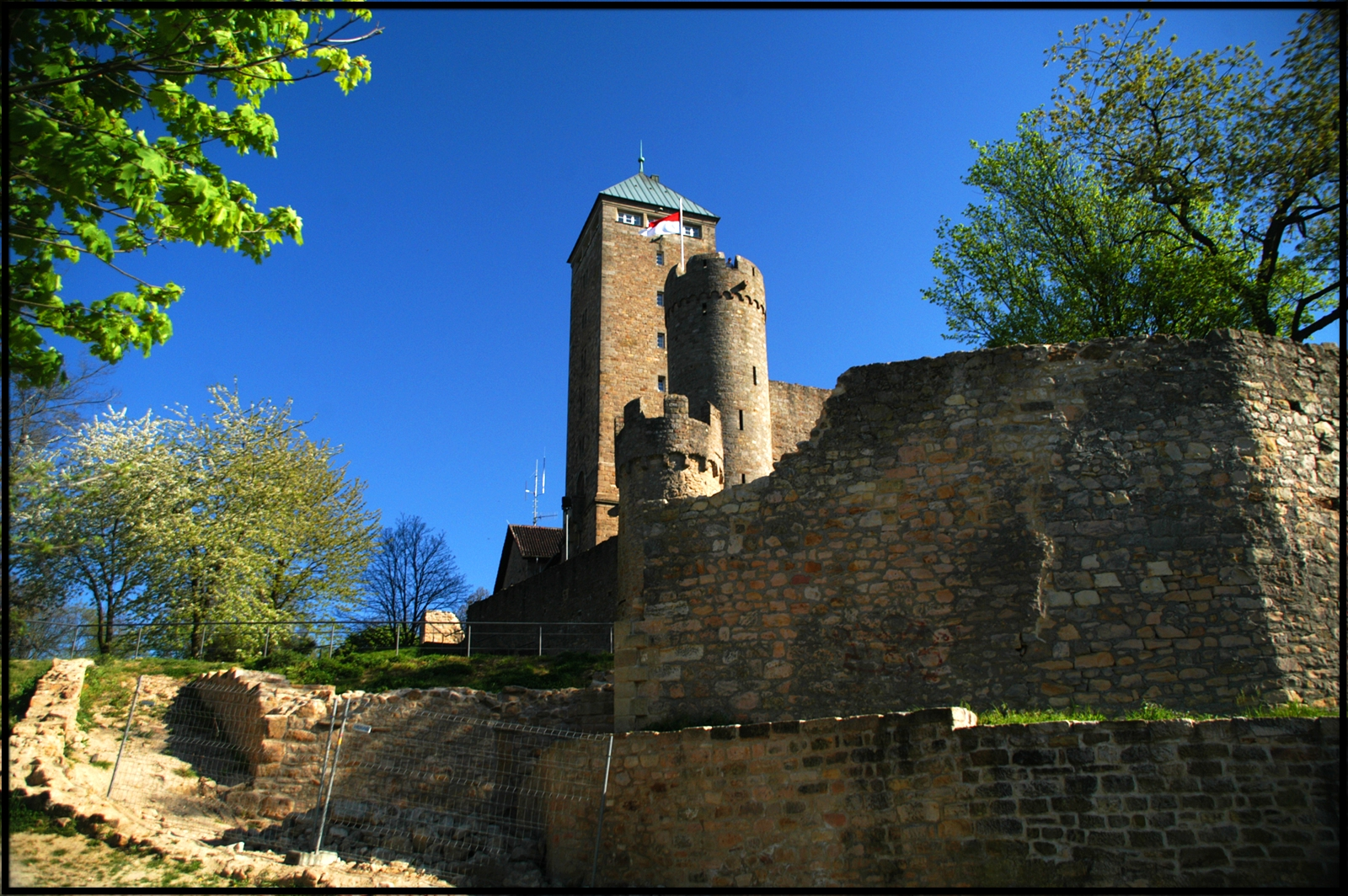
Außenansicht
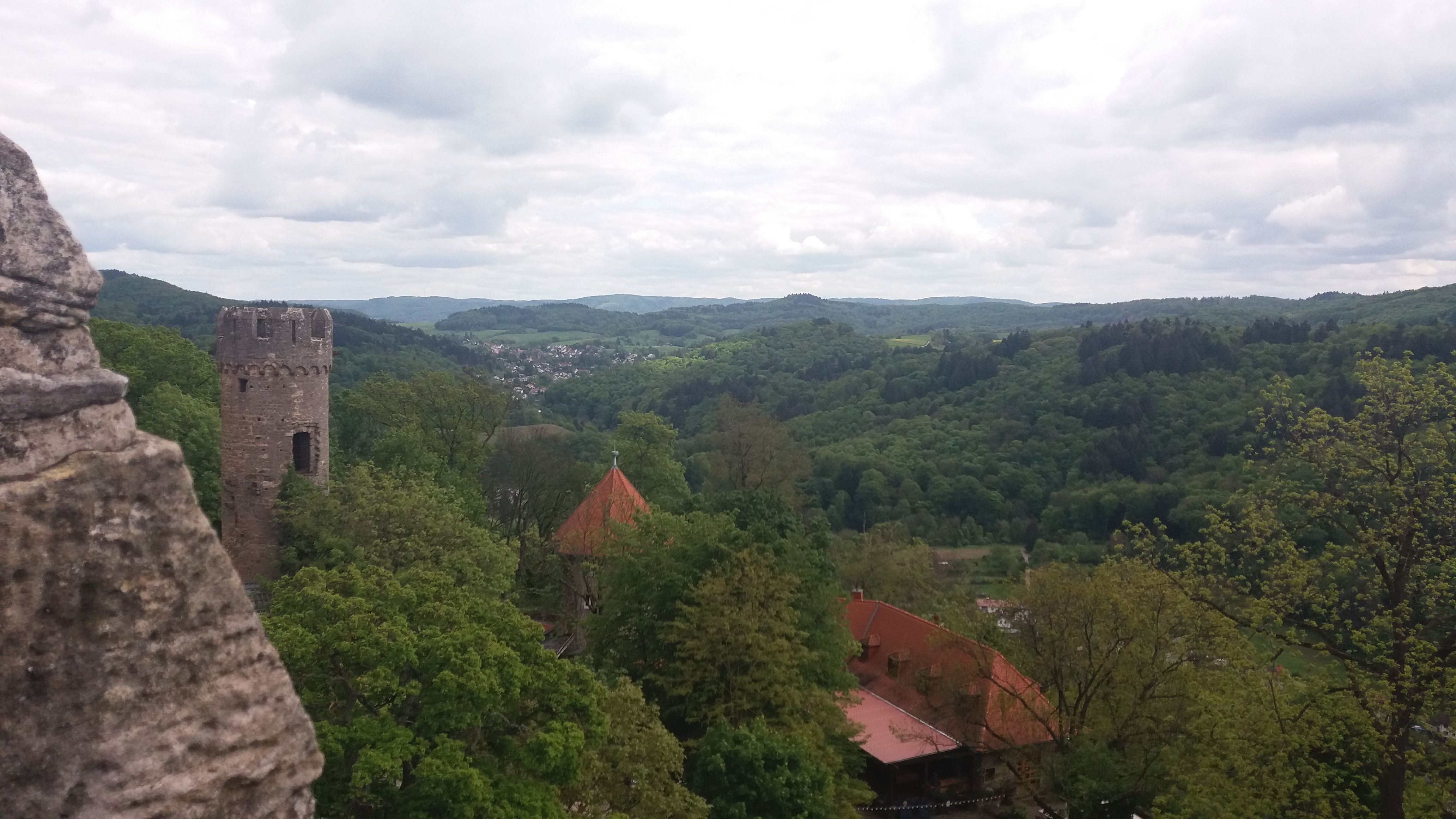
Aussicht vom Bergfried

## Mauereidechse
Auf der Burg gibt es ein Vorkommen der Mauereidechse.

## Sagen
Um die Starkenburg ranken sich die Sagen der Gespenster Melampus, der Schutzgeist der Burg und die Weiße Frau. Es soll auch einen Geheimgang vom Kloster Lorsch zur Starkenburg geben oder gegeben haben.